# Solurile fosile pe terasele nistrene de lângă satul Mălăiești
Solurile fosile pe terasele nistrene de lângă satul Mălăiești, sau mai simplu Solurile fosile de la Mălăiești, reprezintă un monument al naturii de tip geologic sau paleontologic în raionul Criuleni, Republica Moldova. Sunt amplasate la sud-est de satul Mălăiești. Ocupă o suprafață de 44 ha, sau 42 ha conform unor aprecieri mai recente. Obiectul este administrat de Întreprinderea de Stat pentru Silvicultură Chișinău.

## Descriere
Aria protejată reprezintă o alunecare de teren, care s-a dezvoltat de-a lungul cursului Nistrului și este legată de falia Vadul lui Vodă. Pe panta cornișei principale se găsește aflorimentul unei terase pleistocene a Nistrului, unde pot fi observate strate de sol fosil.

## Statut de protecție
Obiectivul a fost luat sub protecția statului prin Hotărîrea Sovietului de Miniștri al RSSM din 13 martie 1962 nr. 111, iar statutul de protecție a fost reconfirmat prin Hotărîrea Sovietului de Miniștri al RSSM din 8 ianuarie 1975 nr. 5 și Legea nr. 1538 din 25 februarie 1998 privind fondul ariilor naturale protejate de stat. Deținătorul funciar al monumentului natural era, la momentul publicării Legii din 1998, Gospodăria Silvică de Stat Chișinău (ocolul silvic Vadul lui Vodă, Mălăiești, parcela 13, subparcela 6), care între timp a fost reorganizată în Întreprinderea de Stat pentru Silvicultură Chișinău.
Aria protejată prezintă interes pentru studierea teraselor fluviului Nistru și a solurilor fosile din pleistocen. Are valoare peisagistică ridicată. Alunecarea de teren este monitorizată.
Conform situației din anul 2016, aria naturală nu are un panou informativ. Zona riscă să fie scoasă din lista ariilor protejate a Republicii Moldova.